# Гарпагон

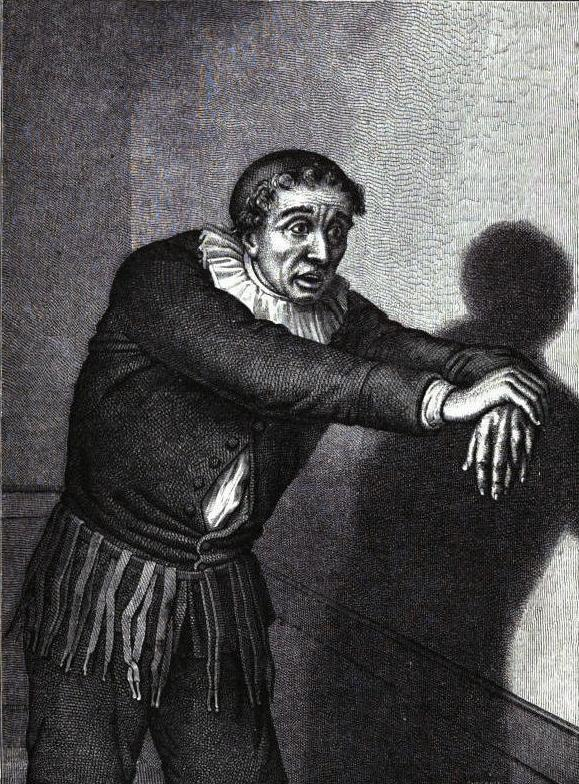
Французский актёр Гранмениль (Grandmesnil, 1737—1816) в роли Гарпагона, иллюстрация из «Le Magasin pittoresque», Париж, 1865

Гарпаго́н (фр. Harpagon) — главное действующее лицо театральной пьесы известного французского комедиографа Мольера «Скупой», впервые поставленной в сентябре 1668 года в театре Пале-Рояль, Париж (в роли Гарпагона был сам Мольер); персонаж, олицетворяющий жадность.
В угоду жанру своего времени, требовавшему, чтобы в характере героя преобладала только одна черта, Мольер создал через поэтическое и юмористическое преувеличение настолько выразительный характер Гарпагона — скупца с болезненной страстью к обогащению, вплоть до потери человеческого облика, что имя Гарпагон стало употребительным в значении «скряга».

## Прообразы
Образ списан с плавтовского персонажа Эвклиона из «Aulularia» (в переводе Петровского «Кубышка», в «Журнале Мин-ва народного просвещения», 1888; в переводе Фета «Горшок», М., 1891).
До комедии Мольера Гарпагон, как персонаж скупца, появляется в комедии «Эмилия» итальянца Луиджи Грото (итал. La Emilia, Венеция, 1572).

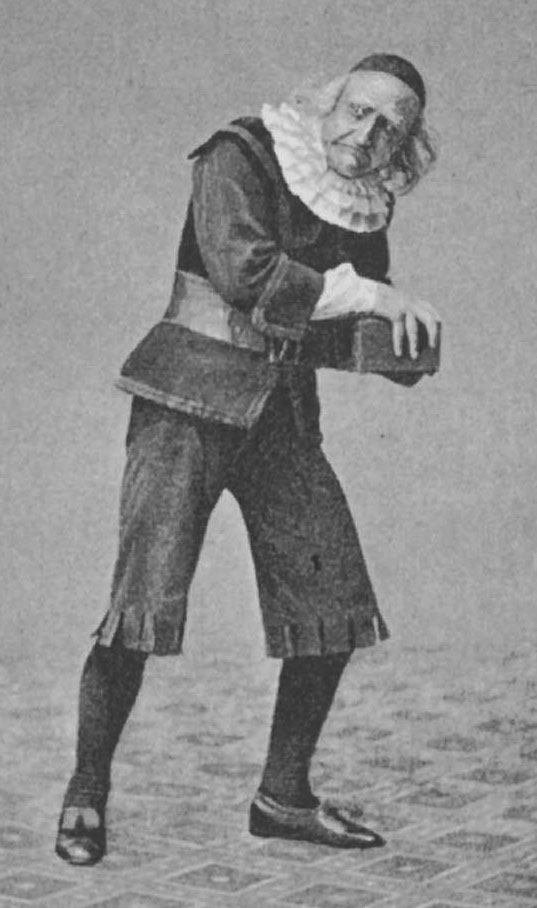
Гарпагон в исполнении шведского актёра Кнута Алмлёфа (швед., 1829—1899)

## Семья и окружение
Гарпагон — богатый вдовец и отец двух молодых людей: Клеанта (возлюбленного Марианны) и Элизы (возлюбленной Валера), достигших брачного возраста. Сам Гарпагон намерен жениться на Марианне.

## Характер
Гарпагон — настоящий скупердяй, олицетворение жадности, привыкший экономить на всём: «Сготовишь на восемь, хватит и на десять» (действие III, явление V). Над ним смеются, рассказывая, что он хотел «своровать овес у своих собственных лошадок» (д. III, явл. V).
Он думает только о своём сундуке, в котором десять тысяч золотых экю, и который он спрятал, зарыв в саду. Только в деньгах он видит источник своего счастья и смысл жизни: «Деньги, деньги мои бедные, голубчики родные, друзья бесценные! Похитили вас у меня! Отняли мою опору, утешение мое, мою отраду! Что мне делать теперь в этом мире? Зачем мне теперь жить?» (д. IV, явл. VII). Ни на минуту его не покидает постоянная забота, что кто-то похитит его деньги: «Нелегкий, ах, право, нелегкий труд хранить большие деньги в своем доме!» (д. I, явл. IV)
Гарпагон способен на любую пакость, даже в отношении собственных детей, лишь бы приумножить свой капитал, он беспощаден и ни с кем не посчитается, если кто вдруг попытается помешать ему в накоплении.